# FILE ID.DIZ

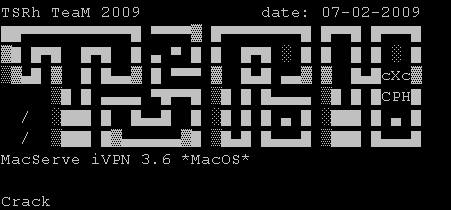
Exemplu de FILE ID

FILE_ID.DIZ este un fișier text ce conține o descriere-scurtă a unei arhive. Acest fișier se află in arhivă. Scopul inițial ținea de distribuirea arhivelor de tip fișier între rețele de BBSuri.
Conform cu specificatiile v1.9 acest fișier este un fisier text, până la 10 randuri de text și nu mai mult de 40 caractere pe rând.
FILE_ID este un acronim pentru "descriere-identificare fisier" (en: identification). DIZ este un acronim pentru Descriere in fișierul ZIP (in engleză "Description In Zipfile"). Fișierul zip era un format de fișier-arhivă răspândit în timpurile de inceput ale rețelelor de BBS-urilor.
BBSurile acceptă fisiere dela utilizatorul online. Programul software a BBSului (de exemplu PCBoard dela ASP) întreaba utilizatorul în vederea creării unei descrieri a materialului (arhiva) de uplodat. Pe de altă parte aceste descrieri erau ne-informative sau irelevante (cu un conținut de forma "a good file", "great game", sau recentul "asdfasdf"). De cele mai multe ori operatorii de BBS-uri revizuiau manual datele din aceste descrieri pentru a atașa fisierul FILE_ID.DIZ în arhivă.

## Motiv
Motivul inițial de a avea denumirea și extensia de mai sus - unică - este ideală pentru că:
- acesta este un fișier tip ce nu este in conflict de denumire cu alte fișiere
- conține o descriere cu privire la scopul arhivei, denumire care se caută in arhive. Utilitarul PCBDescribe citește aceasta descriere, o curăță și o păstrează in folderul de BBS.
- denumirea lui este în sine descriptivă pentru fișier
- autorii de Shareware adoptă acest lucru pentru că le permite să atașeze totodată și descrierea pentru fișierele proprii

## Istoric
Fișierul FILE_ID.DIZ a fost conceput de către Michael Leavitt pentru utilizare la BBS-ul propriu (Graphics Connection) pe soft PCBoard. Acesta scrie utilitarul PCBDescribe cu scopul de a ajuta creatorul original să descrie în câteva rânduri în ce constă fișierul, astfel persoanele care fac upload, să nu fie nevoite să dactilografieze această descriere de fiecare dată când îl fac public pe un server de BBS.
"Asociația Creatorilor Profesioniști de Sharewere" (nume original ]n engleză: "Association of Shareware Professionals") susține standardizarea aceastei metode și include programul mai sus amintit în pachetul propriu de software pentru BBS-uri ("PCBoard"). Dl Leavitt face publică descrierea fișierului și indeamna celelalte companii de software să susțina noul formatul. Dorința era ca ele să genereze fișiere de descrieri pentru arhivele proprii.

## Observații
- Extensia diz dpdv grafic este o inversiune fata de origine a combinației zip.
- Fisierul diz a pierdut teren odata cu declinul serverelor de tip dial-up.

## Publicitate in fisiere FILE_ID.DIZ
- Unii operatori de BBS și-au modificat aplicația PCBDescrition să adauge un rând la final cu numele BBS pe care rulează.